# أبو بكر كامارا (لاعب كرة قدم)
أبو بكر كامارا (بالفرنسية: Aboubacar Camara)‏ هو لاعب كرة قدم غيني، ولد في 3 نوفمبر 1988 في كوناكري في غينيا. لعب مع أولمبيك سيدي بوزيد والمستقبل الرياضي بقابس والنجم الرياضي بالمتلوي ونادي بارتيزان مينسك ونادي مينسك.

## وصلات خارجية
- أبو بكر كامارا (لاعب كرة قدم) على موقع قاعدة بيانات كرة القدم.إي يو (الإنجليزية)
- أبو بكر كامارا (لاعب كرة قدم) على موقع Soccerway.com (الإنجليزية)
- أبو بكر كامارا (لاعب كرة قدم) على موقع عالم كرة القدم.نت (الإنجليزية)